# Antonio Sottile
Antonio Sottile, detto Tony (Alife, 15 febbraio 1971 – Strada statale 379, 23 febbraio 2000), è stato un militare italiano appartenente alla Guardia di Finanza, decorato di Medaglia d'oro al Valor Civile.

## Storia
Nato ad Alife (Caserta) e cresciuto a Treviso, è orfano della madre e quando termina le scuole superiori nel 1990 tenta il concorso in Guardia di Finanza frequentando il battaglione allievi finanzieri di Rovigo ed in seguito quello di Mondovì per specializzarsi in Antiterrorismo pronto impiego, e nel 1991 viene inviato a Brindisi nella compagnia pronto impiego per il contrasto del Contrabbando.
Nel 1995 si sposa e viene promosso a Finanziere scelto partecipando ad operazioni di alto livello sotto copertura.

### Morte
La notte del 23 febbraio 2000 insieme ad Alberto De Falco, Edoardo Roscica e Sandro Marras si trova a bordo di una Fiat Punto con il nominativo "Clio 2", e mentre percorrono la complanare della Strada statale 379 Egnazia e delle Terme di Torre Canne all'altezza del chilometro 46+300 si trovano d'innanzi un Range Rover completamente blindato adibito al trasporto di sigarette che circolava a fari spenti, che alla vista della pattuglia la travolge frontalmente causando la morte sul colpo di Alberto De Falco, mentre Antonio Sottile morirà poco dopo per le ferite riportate in ospedale e gli altri 2 finanzieri sopravviveranno rimanendo solamente feriti.

### Conseguenze della morte
A seguito di questo grave atto viene data vita all'Operazione Primavera che porterà allo smantellamento delle attività di contrabbando della Sacra corona unita in Puglia dotando le forze dell'ordine di appositi mezzi blindati per evitare ulteriori incidenti del genere. Per l'atto eroico il 16 giugno del 2000 gli è stata conferita insieme agli altri colleghi coinvolti la medaglia d'oro al valore civile ed a Brindisi gli è stata intitolata piazza "Sottile De Falco" oltre al posizionamento di un memoriale nel luogo dell'incidente ed al posizionamento di un busto bronzeo nella città di origine di Sottile.